# Wyznawca

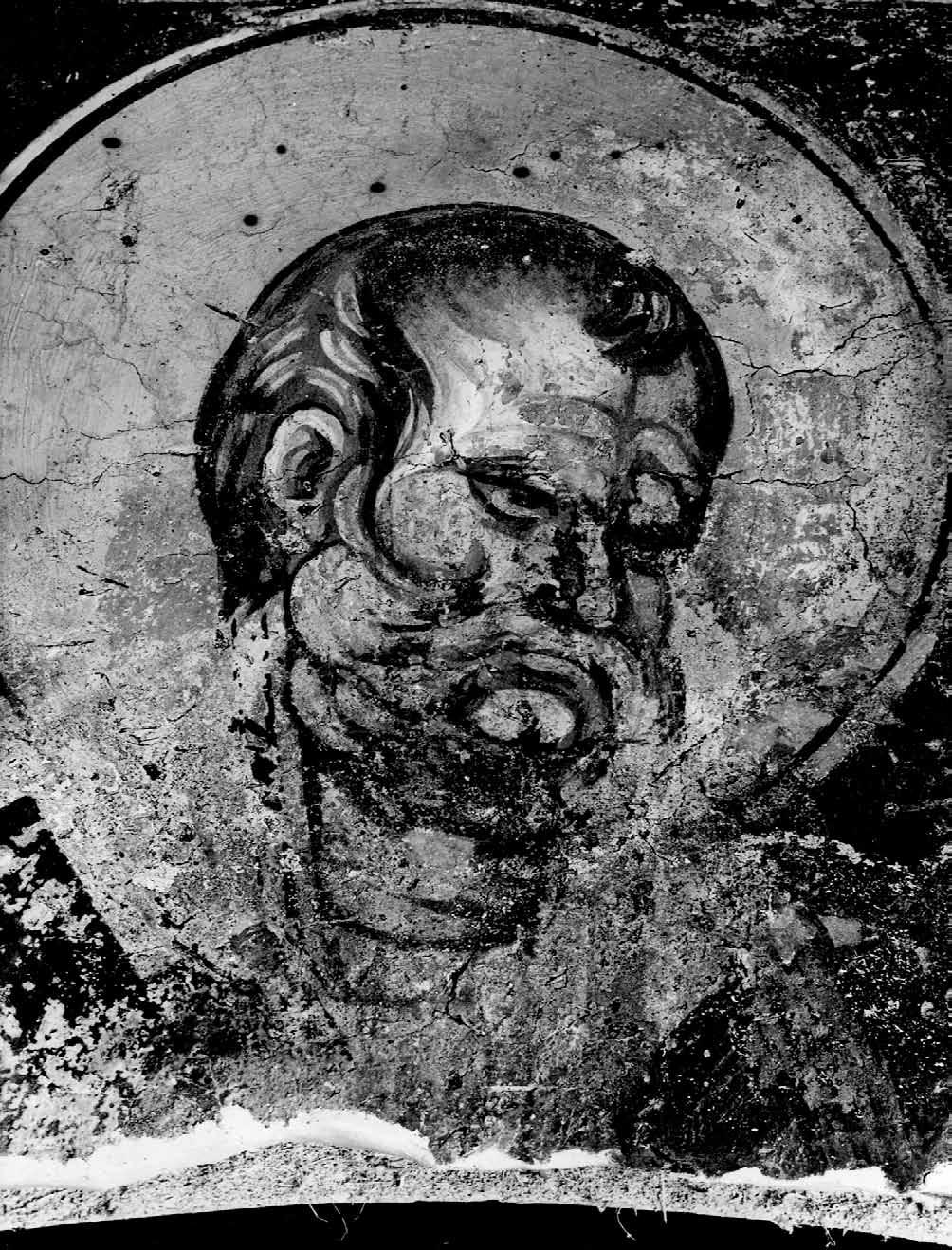
XII-wieczny wizerunek Grzegorza Cudotwórcy, czczonego wyznawcy.

Wyznawca (łac. confessor, gr. ὁμολογητής, homologētēs) – termin stosowany w chrześcijaństwie dla określenia postaci otoczonej pośmiertnym kultem (łac. cultus inferior relativus), która zmarła śmiercią naturalną.
Ewolucję semantyczną określenia „wyznawca” poznać można dzięki analizom historii kultu, dziejom literatury chrześcijańskiej i na koniec filologii. Określenie Confessor odnosiło się do świadków występujących przed sądami. U zarania chrześcijaństwa męczenników traktowanych jako „świadków” wiary nazywano Wyznawcami. Po pierwszej fali prześladowań chrześcijan, powstała w II wieku koncepcja potwierdzenia świętości bez ofiary krwi – męczeństwa, której świadectwo znajdujemy później u Cypriana z Kartaginy w jego powiedzeniu: „i pokój ma swoje wieńce”. Zaczęto upatrywać wzorów w bohaterach wiary realizujących biblijną doskonałość moralną „Bądźcie więc wy doskonali, jak doskonały jest Ojciec wasz niebieski.” (Mt 5, 48 BT) przez aktywną działalność apostolską łac. militia Christi. Rozróżnienie między męczennikami a tymi którzy znosili prześladowania za wiarę w Jezusa Chrystusa, ale nie ponieśli męczeńskiej śmierci wprowadził Tertulian określając ich jako „męczenników przyszłości” łac. benedicti martyres designati, zaś przeciwstawienie tytułów po raz pierwszy pojawiło się w liście gmin starożytnego Lugdunum i Vienne. Klemens Aleksandryjski określił cnotliwe życie zgodne z przykazaniami jako męczeństwo duchowe. Podział dotyczył uznanych za świętych, którzy byli przykładem powołania do świętości i określano ich mianem łac. confessores. Szczególny szacunek wzbudzał celibat z pobudek religijnych (na przykład u monachoi, monachi – ascetów z okresu między 250 a 350 r.), przyrównywany przez Metodego z Olimpu z męczeństwem. Przykłady żywotów opiewających męstwo ascetów wyszły spod piór Hieronima ze Strydonu, Kasjana z Imoli i anonimowego autora żywotów świętych Pachomiusza i Teodora z Tabenissi. W dziele Atanazego Wielkiego „Żywot Antoniego Pustelnika” nakreślony został ideał życia chrześcijańskiego z modlitwą, pokutą za bliźnich i opieką nad nimi – kwintesencją chrześcijańskiej solidarności.
Wśród świętych „wyznawców” znajdujemy osoby o różnym pochodzeniu, ojców apostolskich, ojców Kościoła, eremitów, dziewice, wdowy i pokutnice, ascetów, realizujących śluby czystości, biskupów i mnichów. Tytuł „wyznawcy” pojawia się w łac. Sacramentarium Veronese i wszedł do liturgii w późniejszych czasach w odniesieniu do świętych nie męczenników, zaś w mszałach i brewiarzach stosowano między innymi tytuły: confessores pontifices, confessores non pontifices, które to tytuły Kościół katolicki wycofał na mocy reformy liturgicznej wprowadzonej przez II sobór watykański. Przykładem pierwszego czczonego wyznawcy był Grzegorz Cudotwórca, kolejnymi otoczonymi kultem byli Bazyli Wielki, Piotr z Sebasty, Ambroży z Mediolanu, Marcin z Tours, Delfin z Bordeaux, a z powodu ascetycznego trybu życia: Hieronim ze Strydonu, Efrem Syryjczyk, na zachodzie najsłynniejszymi byli pierwszy w Rzymie, papież Sylwester I, oraz Rufin, Kasjan z Imoli, Sulpicjusz Sewer, Paulin z Noli i Kasjodor.
Współcześnie doskonałość moralna świętego wynikająca z wiary, udokumentowana w stopniu kwalifikującym do określenia jego przymiotów jako cnoty heroiczne opisywana jest terminem wyznawca.